# Lucio Domicio Enobarbo (cónsul 94 a. C.)
Lucio Domicio Enobarbo (en latín, Lucius Domitius Cn. f. Cn. n. Ahenobarbus) fue un político y militar romano que llegó a ocupar el consulado en el año 94 a. C.
Sirvió como pretor en Sicilia, probablemente en 96 a. C., poco después de la segunda guerra servil, cuando los esclavos habían recibido la prohibición de llevar armas. Bajo esa prohibición, ordenó la crucifixión de un esclavo por incumplir la ley, al haber abatido a un jabalí con una lanza de caza.
Tras su consulado, en el año 94 a. C., se vio envuelto en la guerra civil entre Cayo Mario y Sila. Tomó partido por este último y fue asesinado en Roma por el pretor Lucio Junio Bruto Damasipo, bajo las órdenes de Cayo Mario.
Era hijo de Gneo Domicio Enobarbo, cónsul del año 122 a. C., y hermano de Gneo Domicio Enobarbo, cónsul del año 96 a. C.